# Fagonia schweinfurthii
Fagonia schweinfurthii är en pockenholtsväxtart som först beskrevs av Hadidi, och fick sitt nu gällande namn av Hadidi. Fagonia schweinfurthii ingår i släktet Fagonia och familjen pockenholtsväxter. Inga underarter finns listade i Catalogue of Life.